# U-Bahn-Station Herrengasse
Herrengasse is een metrostation in het district Innere Stadt van de Oostenrijkse hoofdstad Wenen. Het station werd geopend op 6 april 1991 en wordt bediend door lijn U3.

## Geschiedenis
Na het besluit van 26 januari 1968 om een metronet in Wenen aan te leggen werd het station onder de naam Minoriten Platz in de nadere uitwerking van het metronet, de U-Bahn-Netzvariante M uit 1970, opgenomen als onderdeel van de oost-westlijn U3. Het station is genoemd naar de Herrengasse waar tot 1997 de Landtag van Neder-Oostenrijk zetelde. De bouw begon in november 1983, een onverwachte tegenslag was de vondst van met kwik vervuilde grond onder het Landhaus van Neder-Oostenrijk op 13 juli 1987. Gedurende de bouw van het station werd de Minoriten Platz afgegraven en opnieuw bestraat, hierbij werden in 1991 de contouren van de vroegere Ludwigskapelle met lage muurtjes weer zichtbaar gemaakt. Deze gotische kapel werd in 1316-1328 gebouwd tegen de oostkant van de Minoritenkirche en in 1903 gesloopt. Het plaatsen van de contouren moet gezien worden als oproep om zorgvuldiger om te gaan met architectonisch waardevolle gebouwen uit het verleden. Daarnaast werd In de periode 1982 – 1986 het nieuwe gebouw van het ministerie van binnenlandse zaken opgetrokken op de plaats waar vroeger een ziekenhuis had gestaan. Rond het plein zijn ook het Bundeskanzleramt, het ministerie van buitenlandse zaken en de kanselarij van de President te vinden. 

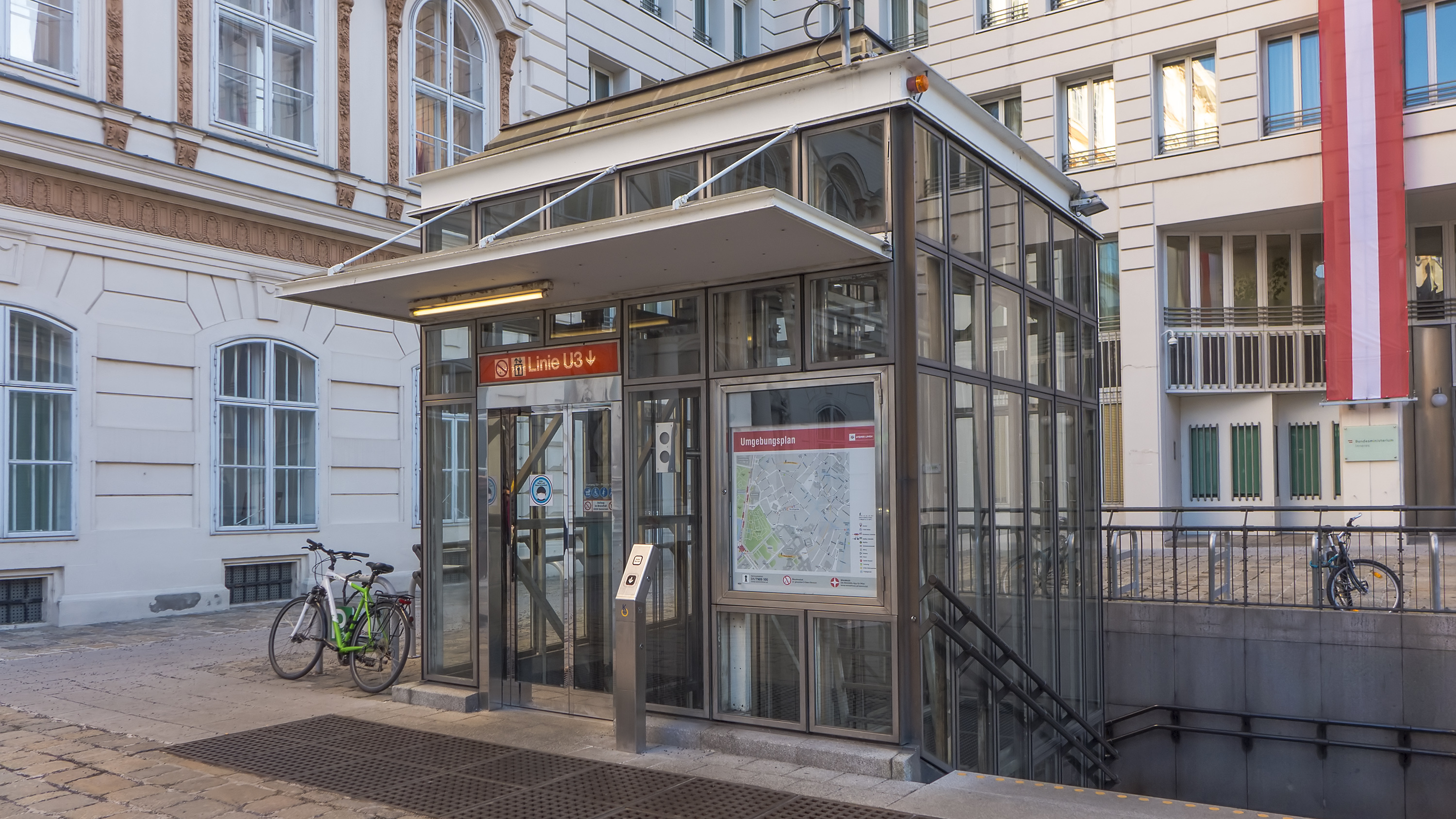
De toegang op de Minoritenplatz.
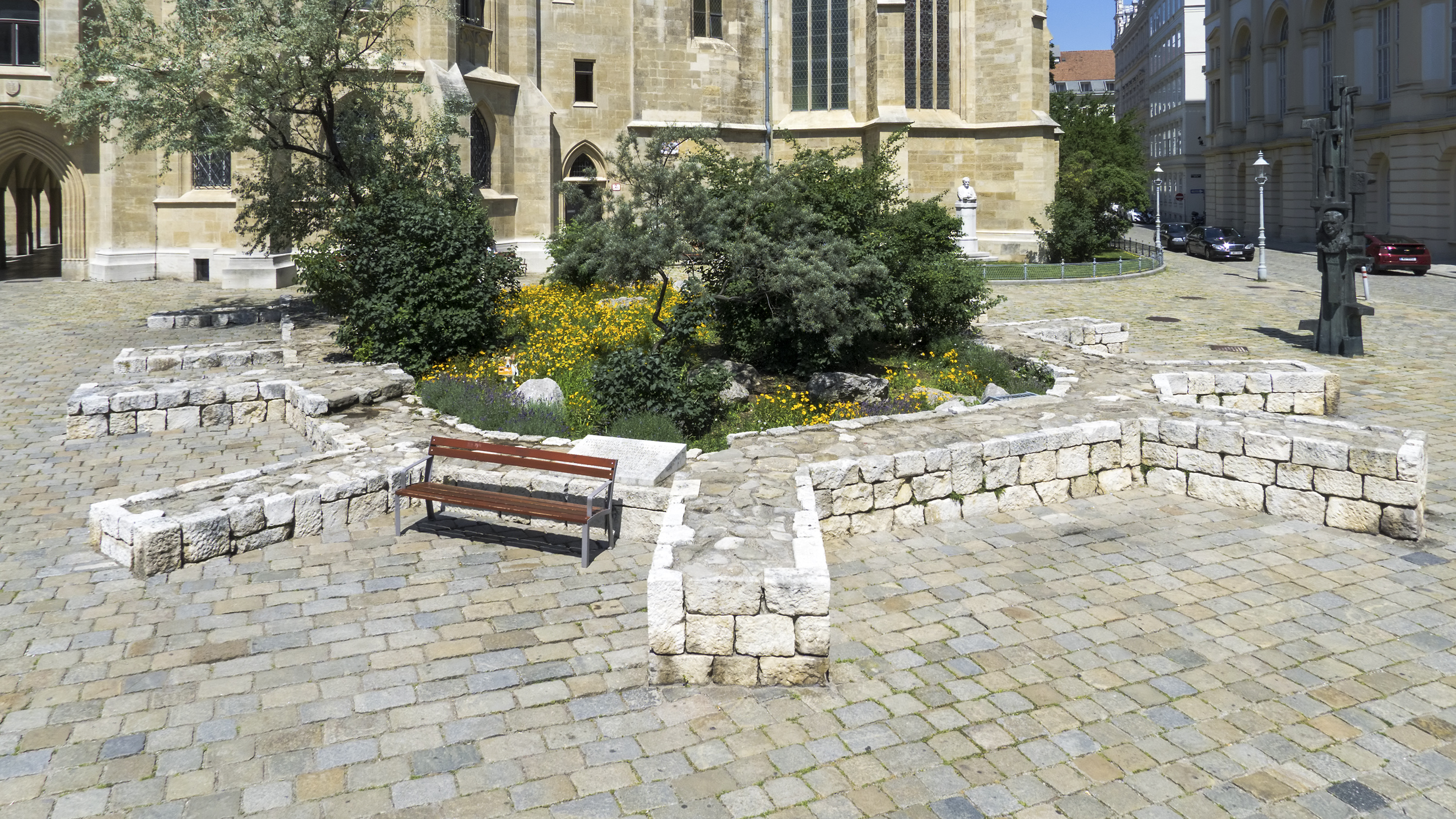
De contouren van de Ludwigskapelle.

## Ligging en inrichting
De perrons liggen ten westen van de Herrengasse haaks op de straat onder het ministerie van buitenlandse zaken in twee parallelle tunnels die doorlopen tot onder de Minoriten Platz. Ten oosten van de perrons lopen twee geboorde tunnels in een boog onder de bebouwing en de Graben naar station Stephansplatz. De metro's naar het oosten klimmen hierbij naar het bovenste spoor, terwijl die in de andere richting vanaf het onderste spoor bij Stephansplatz naar Herrengasse klimmen. Aan de westkant lopen de tunnels onder het Bundeskanzleramt en de Volksgarten naar Volkstheater. Het station kent twee toegangen die geen van beide aan de Herrengasse liggen. De westelijke ligt op de Minoriten Platz en bstaat uit een trappenhuis en een lift waarmee het station ook voor rolstoelgebruikers en kinderwagens toegankelijk is. De oostelijke ligt in de Fahnengasse en heeft een vaste trap en roltrappen tussen de straat en een bescheiden ondergrondse hal die op zijn beurt met drie roltrappen verbonden is met de perrons. 

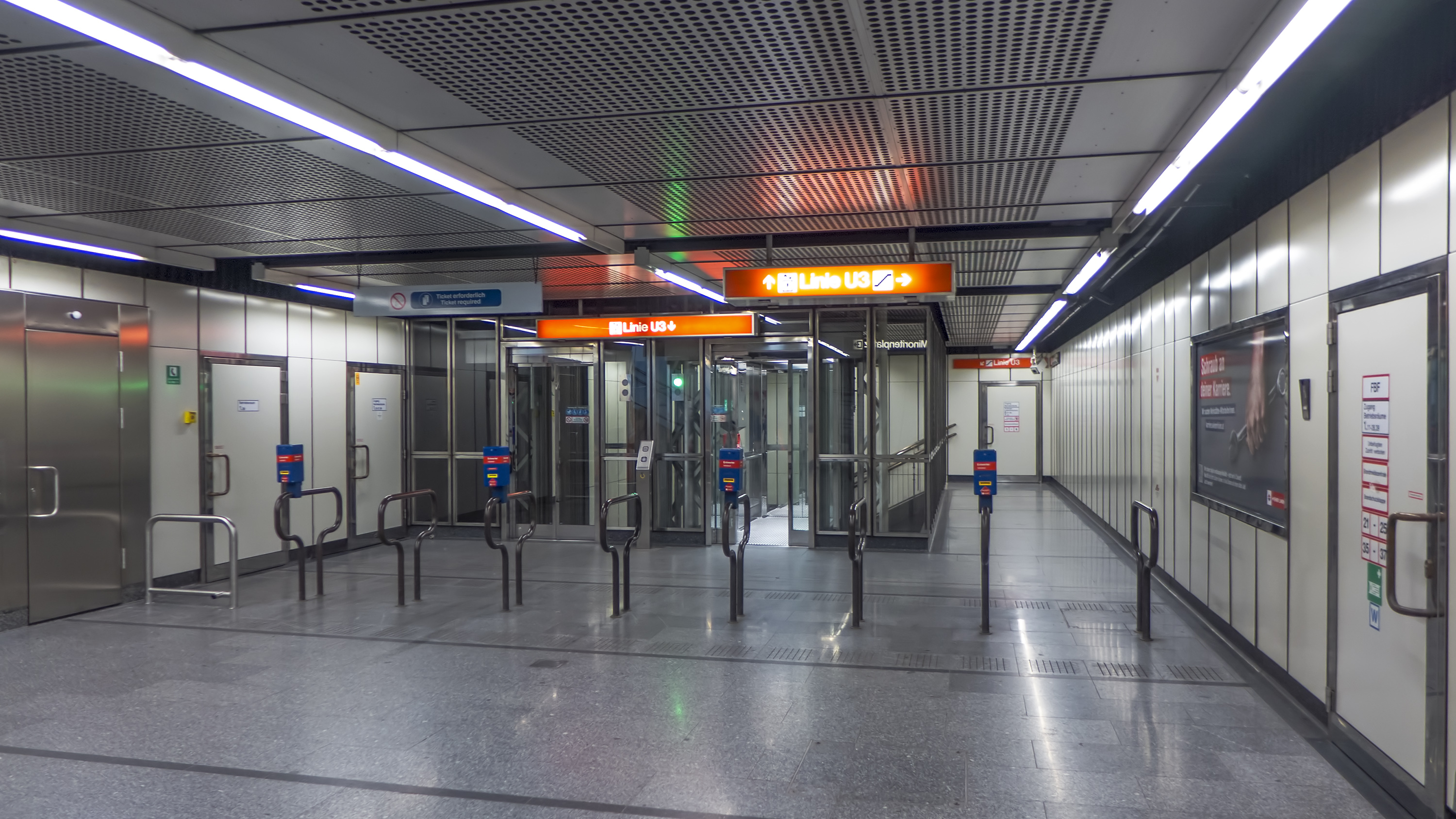
De westelijke tussenverdieping
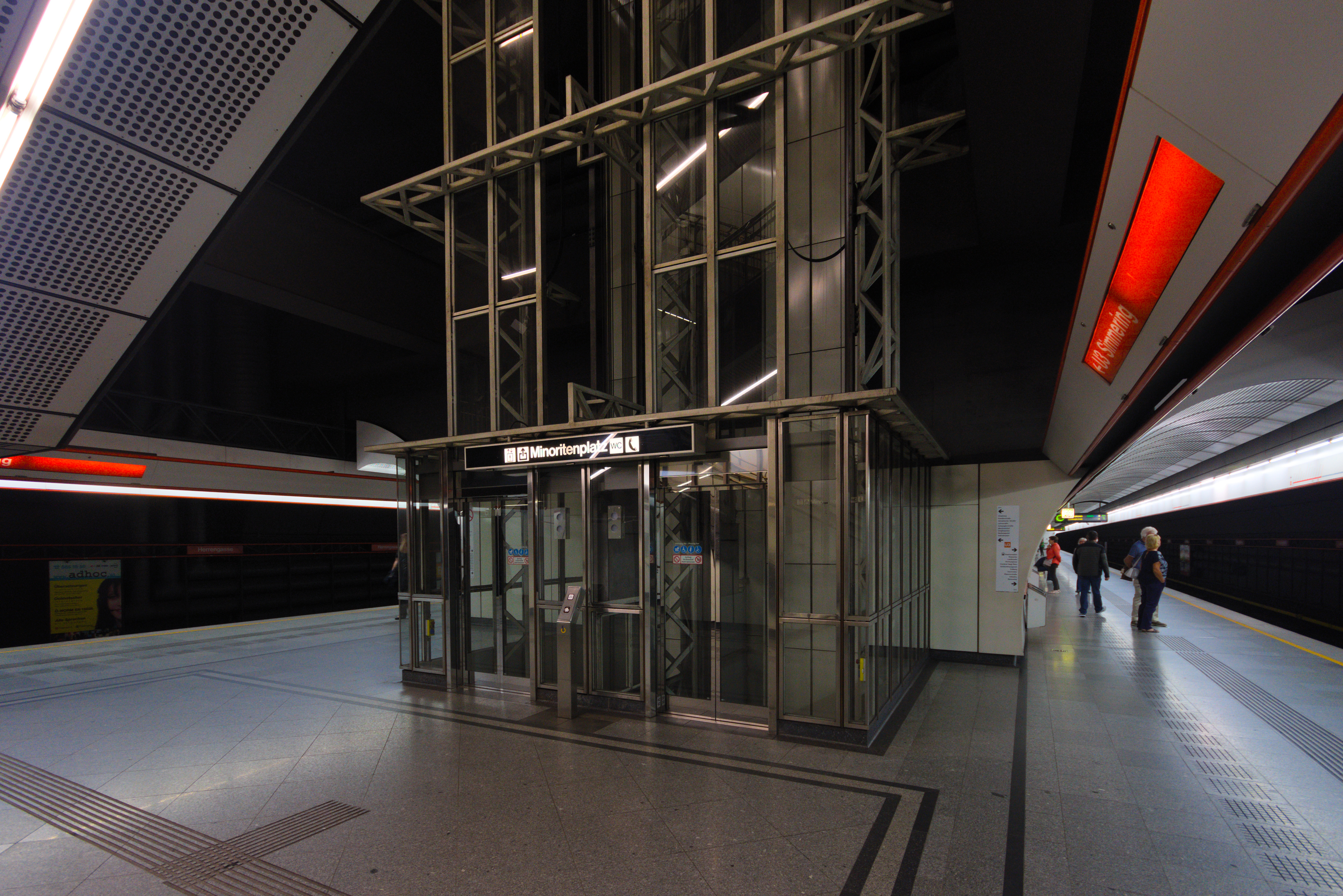
De lift aan het westeinde van de perrons.
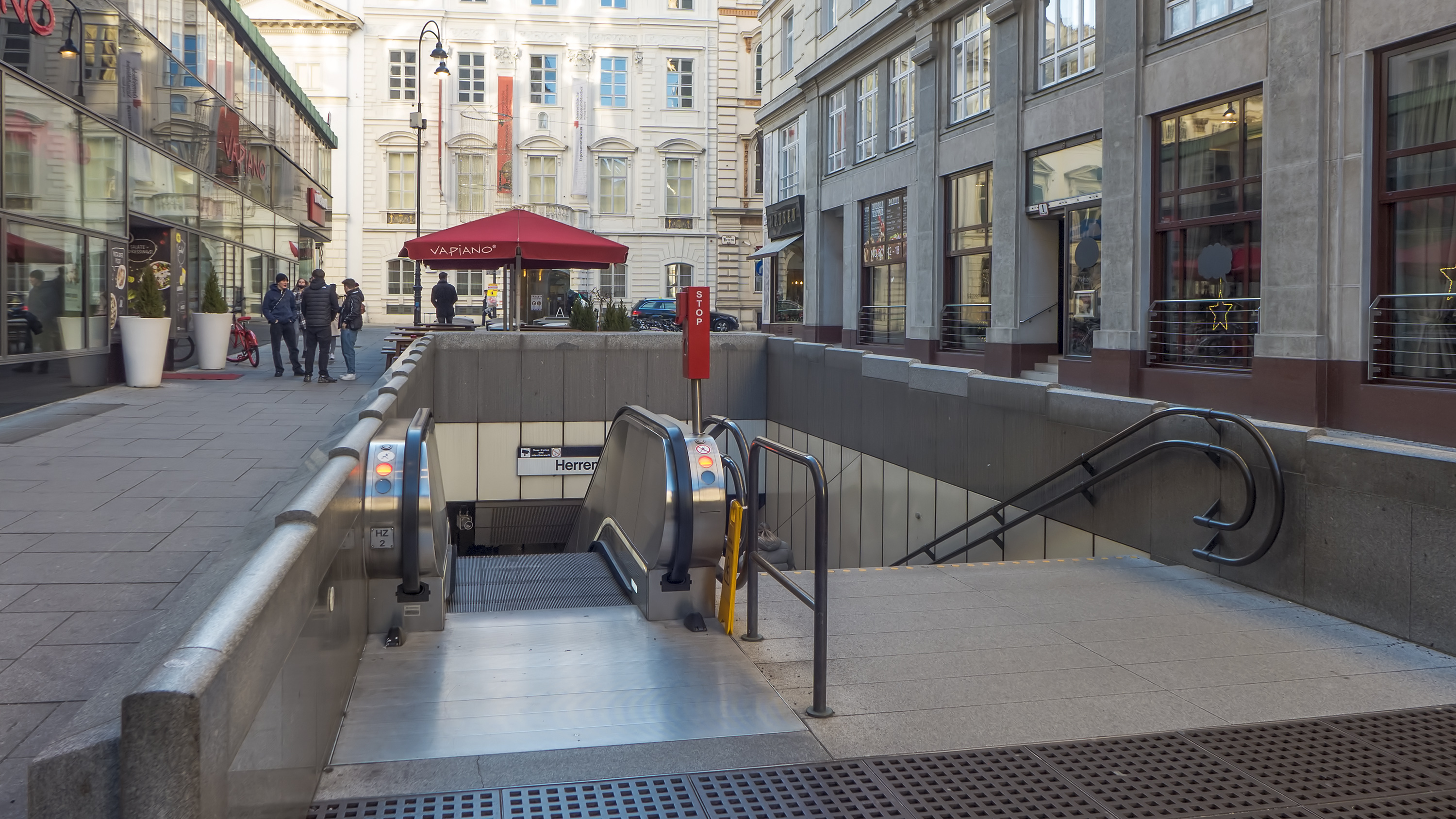
De toegang in de Fahnengasse.